# Cuzin Toma
Cuzin Toma (n. 1 iunie 1977, Sprâncenata, județul Olt) este un actor român de film, teatru și televiziune, cunoscut pentru rolul lui Firicel din serialul „Las Fierbinți”. A colaborat cu regizori reprezentanți ai noului val românesc la filme precum Hârtia va fi albastră al lui Radu Muntean, Despre oameni și melci al lui Tudor Giurgiu, Comoara (2015), pentru care Corneliu Porumboiu a fost recompensat la Cannes cu Un Certain Talent, și Aferim! al lui Radu Jude, film premiat cu Ursul de Argint la Berlin. A mai jucat în filme precum Câinele japonez, Domnișoara Christina, Funeralii fericite, Nașa și Moromeții 2.
În 2016 a fost nominalizat la două premii Gopo, la categoriile cel mai bun actor pentru rolul din Comoara și cel mai bun actor în rol secundar pentru București NonStop.

## Biografie
Născut la Sprâncenata în județul Olt și crescut la Peștișani, în județul Gorj, actualul actor a terminat un liceu electro-mecanic (cu profil de reparații și întreținere instalații și utilaj minier). A practicat foarte multe meserii până a ajuns să devină actor de film și de televiziune. Este absolvent al Academiei Naționale de Educație Fizică și Sport (1998-2001) și al Universității Naționale de Artă Teatrală și Cinematografică - Arta actorului (2006).
În 2009 UNATC a produs scurtmetrajul Fabulosul destin al lui Toma Cuzin. Tot în 2009 joacă rolul unui securist în scurt-metrajul Înainte și după 22/12/1989, în regia lui Andrei Cohn.
În București NonStop (2013) joacă rolul lui Tedi, un „amorez venit să-și ceară iertare de la iubita lui”, rol pentru care a fost nominalizat la un premiu Gopo pentru cel mai bun actor în rol secundar.
În filmul Comoara joacă rolul unui tată care caută cu detectorul de metale o comoară în curtea casei, ascunsă de bunicul său înainte de venirea comuniștilor la putere, film care a primit premiul Un Certain Talent în cadrul secțiunii Un Certain Regard la ediția din 2015 a Festivalului Internațional de Film de la Cannes. În această peliculă a jucat alături de soția și fiul său. Criticul de film A. O. Scott de la The New York Times a scris că rolul lui Costi este „jucat de Cuzin Toma, un actor cu o expresie melancolică și sensibilă și cu un caracter blând”. Scott Foundas de la publicația Variety a menționat că „Toma și Purcărescu fac un duo cu umor sec, foarte atractiv”. Pentru acest rol a fost nominalizat la premiul Gopo pentru cel mai bun actor și a câștigat Premiul pentru cel mai bun rol principal la gala UCIN din 2016. Tot în 2015 joacă rolul robului fugar Carfin din Aferim!, jucând o parte din film legat de picioare și aruncat peste grumazul calulului.
În 2017 a fost invitat la Festivalul de Film Românesc din Statele Unite.
În 2019 a devenit cetățean de onoare a comunei sale natale Peștișani.
Este căsătorit cu pictorița Cristina și au împreună un băiat.

## Filmografie

### Filme de cinema
| An        | Titlu                              | Rol                   | Note         |
| --------- | ---------------------------------- | --------------------- | ------------ |
| 2003      | Cuibul sălbatic                    | Jandarm               | Scurtmetraj  |
| 2004      | Italiencele                        | Bruzli                |              |
| 2005      | Băieți buni                        | Fisa                  | Serial TV    |
| 2006      | Tertium non datur                  | Soldat român          | Scurtmetraj  |
| 2007      | Atacul grifonului                  | Mesager 2             |              |
| 2007      | Joi                                |                       | Scurt-metraj |
| 2008      | Legiunea Străină                   | Polițist 1            |              |
| 2008      | Supraviețuitorul                   | Mercenar 2            |              |
| 2008      | Schimb valutar                     |                       |              |
| 2008      | Nunta mută                         | Agitatorul            |              |
| 2009      | Fabulosul destin al lui Toma Cuzin | Toma Cuzin            | Scurtmetraj  |
| 2009      | Înainte și după 22/12/1989         | Colegul               | Scurtmetraj  |
| 2009      | Cenușă și sânge                    |                       |              |
| 2009      | Francesca                          | Marcel                |              |
| 2009      | Cele ce plutesc                    |                       |              |
| 2010      | Iubire și onoare                   | Pilot                 | Serial TV    |
| 2011      | Nașa                               | Agentul de securitate |              |
| 2011      | Ursul                              | Ursaru                |              |
| 2011      | Sinucide-mă!                       | Igor                  | Scurtmetraj  |
| 2011      | Liceenii în 53 de ore și ceva      | Bodyguard             |              |
| 2012      | Despre oameni și melci             | Toma                  |              |
| 2012      | De azi înainte                     | Băiatul rău           | Scurtmetraj  |
| 2012      | Trei zile până la Crăciun          |                       | Documentar   |
| 2012-2021 | Las Fierbinți                      | Firicel               | Serial TV    |
| 2013      | Domnișoara Christina               | Țăran                 |              |
| 2013      | Funeralii fericite                 | Tata Lionel           |              |
| 2013      | Câinele japonez                    | Ghiță                 |              |
| 2013      | Brigada neagră                     | Jan                   | Scurtmetraj  |
| 2014      | Vineri searã                       | Prietenul Igor        |              |
| 2015      | Aferim!                            | Carfin Pandolean      |              |
| 2015      | Doar cu buletinul la Paris         |                       |              |
| 2015      | Comoara                            | Costi                 |              |
| 2015      | Dispozitiv 0068                    | Lunetist              | Scurtmetraj  |
| 2015      | Bucuresti NonStop                  | Tedi                  |              |
| 2017      | Perfect sãnãtos                    | Taximetrist           |              |
| 2018      | În pronunțare                      | Andi                  |              |
| 2018      | Moromeții 2                        | Ouabei                |              |
| 2019      | Cardinalul                         | Gardian               |              |
| 2020      | Și atunci, ce e libertatea?        | Culai                 |              |
| 2021      | Întregalde                         | Carjan                |              |

### SerialulLas Fierbinți
Este interpretul lui Firicel a lu' Cimpoaie, prietenul de băutură al lui Celentano (Adrian Văncică) din Las Fierbinți, serialul de comedie difuzat pe ProTV.

## Legături externe
- Filme cu Cuzin Toma - www.cinemagia.ro
- IMDB — Profil scurt Cuzin Toma
- Povestea vieții lui Cuzin Toma